# Heteromyias albispecularis
A Heteromyias albispecularis  a madarak osztályának verébalakúak (Passeriformes) rendjébe és a cinegelégykapó-félék (Petroicidae) családjába tartozó faj.

## Rendszerezése
A fajt Tommaso Salvadori olasz ornitológus írta le 1876-ban, a Pachycephala nembe Pachycephala albispecularis néven.

## Alfajai
- Heteromyias albispecularis albispecularis (Salvadori, 1876)
- Heteromyias albispecularis armiti (De Vis, 1894)
- Heteromyias albispecularis atricapilla Mayr, 1931
- Heteromyias albispecularis centralis Rand, 1940
- Heteromyias albispecularis rothschildi Hartert, 1930[2]

## Előfordulása
Új-Guinea keleti részén, Indonézia területén honos. Természetes élőhelyei a szubtrópusi és trópusi síkvidéki és hegyi esőerdők. Állandó, nem vonuló faj.

## Megjelenése
Testhossza 18 centiméter.

## Életmódja
Rovarokkal és földigilisztával táplálkozik.

## Természetvédelmi helyzete
Az elterjedési területe nem nagy, egyedszáma viszont stabil. A Természetvédelmi Világszövetség Vörös listáján nem fenyegetett fajként szerepel.